# Chamská kultura

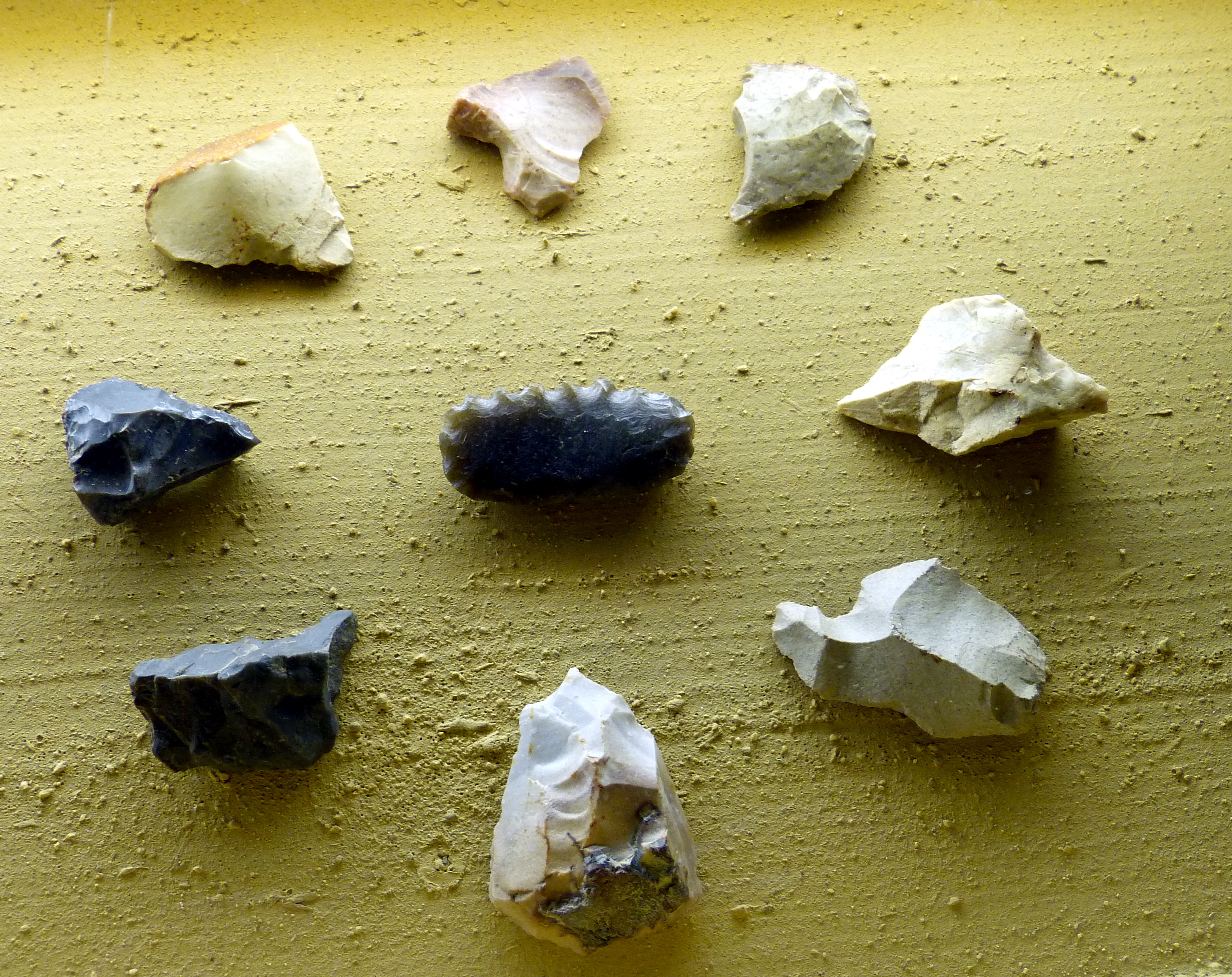
Artefakty chamské kultury

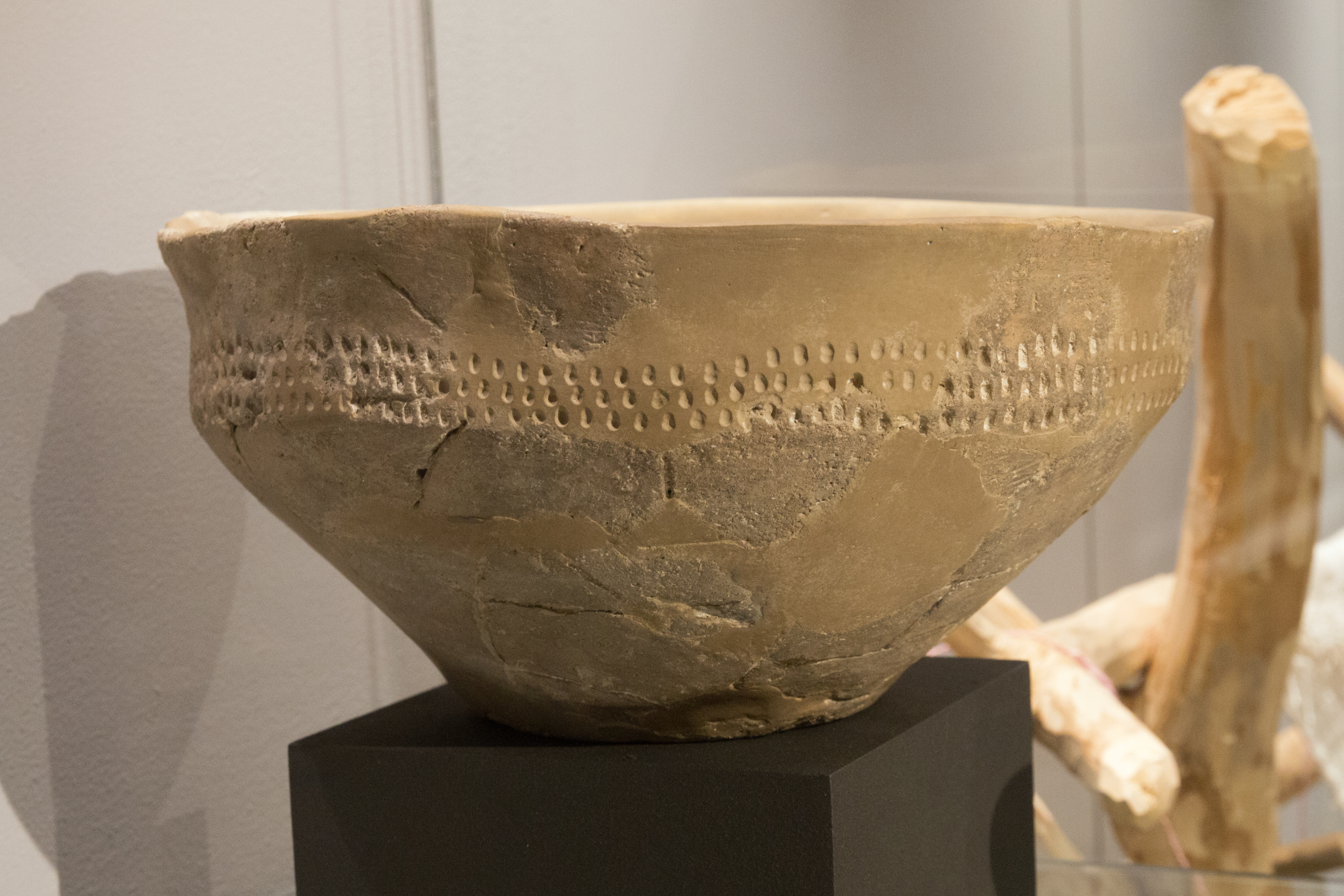
Keramika chamské kultury, vystavená v Západočeském muzeu

Chamská kultura je jedna z kultur středoevropského eneolitu. Absolutně chronologicky je řazena někde mezi roky 3 200 – 2 800 př. n. l. Na českém území je přibližně současná s kulturou řivnáčskou a kulturou kulovitých amfor.

## Rozsah
Eponymní lokalita je město Cham v Horní Falci, či konkrétněji naleziště Knöbling, část obce Schorndorf, 6 km jihozápadně odtud. Dále se lokality nacházejí ve Švábsku, Horní Falci, Horním Rakousku, jižních a západních Čechách.

## Sídliště
Pro tuto kulturu je na českém území typické, že ji známe pouze ze sídlišť, a to výšinných, která se nacházejí jak na skalách a stolových horách, tak na ostrožnách. Je nutno podotknout, že archeologové nevědí, do jaké míry tyto nálezy vystihují skutečnost starou několik tisíc let. Je sice možné, že lid s chamskou kulturou sídlil jen na výšinných sídlištích, ale je také možné, že se z nějakého důvodu nepodařilo nížinná sídliště objevit. Výšinná sídliště bývají opevněná systémem příkopů a palisádou s několika vchody. Jmenovitě sem patří např. Srby, Měcholupy, Lopata, Litice, Druztová-Věžka.
Zdá se, že sídliště byla v západních Čechách rozmístěna velmi hustě, snad i ve vzdálenostech 3–5 km. Na sídlištích se podařilo objevit jen málo objektů, podle kterých by bylo možné určit charakter vnitřní výstavby. Výjimku na území Česka tvoří půdorys domu kůlové konstrukce na Čelákovické hoře u Holýšova. I nálezy artefaktů jsou obecně chudé. Zajímavou skutečností je fakt, že na sídlištích nacházíme keramiku kultury kulovitých amfor, ale i napodobeniny této keramiky, které byly zřejmě vyrobeny příslušníky chamské kultury.

## Pohřebiště
Způsob pohřbívání lidu chamské kultury neznáme, a proto se předpokládá žárový pohřební ritus.

## Badatelé
František Xaver Franc, Norbert Mašek, Jan Prostředník, Emilie Pleslová–Štiková, Jan Michálek, Dara Baštová, Jaroslav Bašta